# Bareyo
Bareyo és un municipi de la Comunitat Autònoma de Cantàbria. Limita al nord amb el Mar Cantàbric, a l'oest amb Ribamontán al Mar, al sud amb Ribamontán al Monte i a l'est amb Arnuero i Meruelo. Està situat en la històrica comarca de Trasmiera.

## Localitats
- Ajo (Capital).
- Bareyo.
- Güemes.

## Demografia
| 1900  | 1910  | 1920  | 1930  | 1940  | 1950  | 1960  | 1970  | 1980  | 1990  | 2000  | 2007  |
| ----- | ----- | ----- | ----- | ----- | ----- | ----- | ----- | ----- | ----- | ----- | ----- |
| 1.184 | 1.299 | 1.512 | 1.789 | 2.100 | 2.299 | 2.118 | 1.758 | 1.642 | 1.635 | 1.708 | 1.928 |

Font: INE

## Administració
| Eleccions municipals, 25 de maig de 2003 |      |        |          |
| Partit                                   | Vots | %      | Regidors |
| PP                                       | 594  | 45,94% | 5        |
| Ucn                                      | 327  | 25,29% | 2        |
| PRC                                      | 180  | 13,92% | 1        |
| PSOE                                     | 149  | 11,52% | 1        |

| Eleccions municipals, 27 de maig de 2007 |      |        |          |
| Partit                                   | Vots | %      | Regidors |
| PP                                       | 601  | 42,81% | 4        |
| PRC                                      | 483  | 34,40% | 3        |
| CDL                                      | 183  | 13,03% | 1        |
| PSOE                                     | 131  | 9,33%  | 1        |